# Izdebno (przystanek kolejowy)
Izdebno – nieczynny wąskotorowy przystanek kolejowy w Izdebnie, w województwie kujawsko-pomorskim.